# Arquebisbat d'Hyderabad

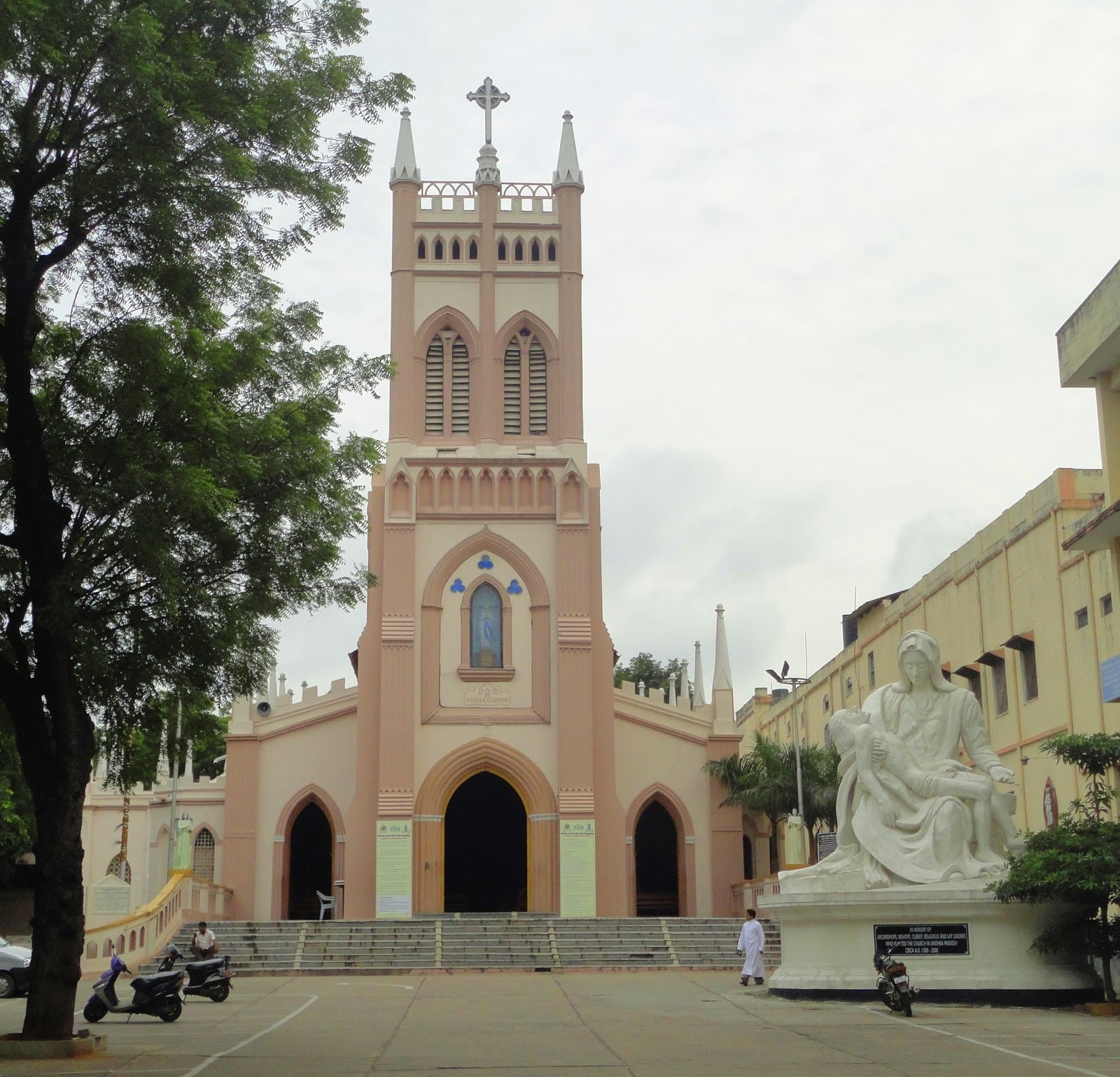
La basílica menor de Nostra Senyora Assumpta a Secunderabad.

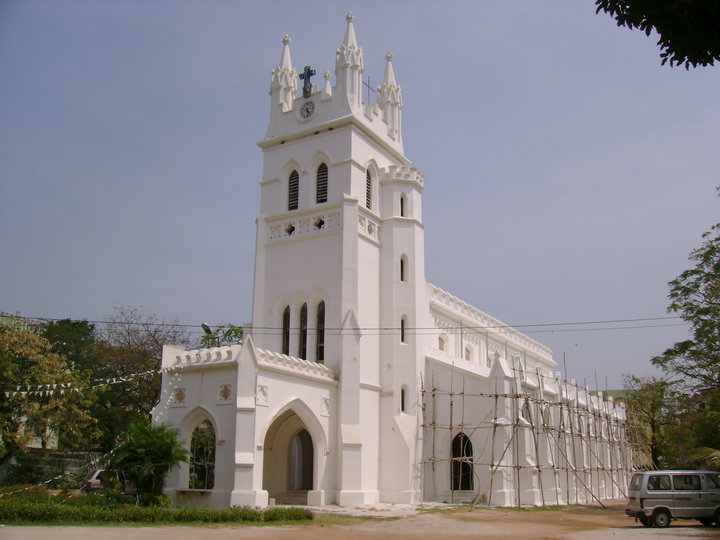
L'església de sant Jordi, la més antiga d'Hyderabad, edificada el 1844.

L'arquebisbat d'Hyderabad (hindi:  हैदराबाद के सूबा); llatí: Archidioecesis Hyderabadensis) és una seu de l'Església catòlica a l'Índia.
Al 2019 tenia 117.540 batejats d'un total de 14.092.810 habitants. Actualment està regida per l'arquebisbe cardenal Anthony Poola.

## Territori
L'arxidiòcesi comprèn els districtes civils de Hyderabad, Rangareddy, Medak i Nizamabad a l'estat de Telangana, a l'Índia.
La seu arxiepiscopal és la ciutat de Hyderabad, on es troba la catedral de Sant Josep. A Secunderabad es troba la basílica menor de Nostra Senyora Assumpta.
El territori s'estén sobre 30.814 km² i està dividit en 100 parròquies, agrupades en 12 decanats: Bowenpally, Emjala, Gagillapuram, Gajwel, Hyderabad, Nizamabad, Ramanthapur, Sangareddy, Secunderabad, Shamshabad, Trimulgherry i Vikarabad.

### Província eclesiàstica
La província eclesiàstica de Hyderabad, instituïda el 1953, comprèn les següents sufragànies:
- el bisbat de Warangal, erigit el 1952;
- el bisbat de Kurnool, erigit el 1967;
- el bisbat de Cuddapah, erigit el 1976;
- el bisbat de Nalgonda, erigit el 1976;
- el bisbat de Khammam, erigit el 1988;
- l'eparquia d'Adilabad, de ritus caldeu, erigida el 1999.

## Història
El vicariat apostòlic d'Hyderabad va erigir-se el 20 de maig de 1851 en virtut del breu apostòlic Ad universalis Ecclesiae del papa Pius IX, prenent el territori del vicariat apostòlic de Madràs (avui arquebisbat de Madràs i Mylapore. Amb aquest breu, Pius IX confirmà la decisió d'erigir el nou vicariat apostòlic, decisió presa ja pel seu predecessor Gregori XVI el 16 de març de 1845.
L'1 de setembre de 1886, el vicariat apostòlic va ser elevat a diòcesi per la butlla Humanae salutis del papa Lleó XIII. El 7 de juny de l'any següent, pel breu Post initam, s'instituí la província eclesiàstic de l'arquebisbat de Madràs, de la que Hyderabad n'era sufragània-
Posteriorment ha cedit diverses porcions del seu territori a benefici de l'erecció de noves circumscripcions eclesiàstiques:
- la missió sui iuris de Bellary (avui diòcesi) el 15 de juny de 1928;
- la missió sui iuris de Bezwada (avui Bisbat de Vijayawada) el 10 de gener de 1933;
- el Bisbat de Warangal el 22 de desembre de 1952.

El 19 de setembre de 1953 la diòcesi va ser elevada al rang d'arxidiòcesi metropolitana amb la butlla Mutant res del papa Pius XII.
Successivament ha cedit altres porcions de territori a benefici de l'erecció de noves circumscripcions eclesiàstiques:
- el bisbat de Nalgonda el 31 de maig de 1976;
- el bisbat d'Aurangabad el 17 de desembre de 1977;
- el bisbat de Gulbarga el 24 de juny de 2005.

## Cronologia episcopal
- Daniel Murphy † (20 de maig de 1851 - 14 de novembre de 1865 nomenat bisbe coadjutor de Hobart)
  - Sede vacante (1865-1870)
- Domenico Barbero, P.I.M.E. † (18 de gener de 1870 - 18 d'octubre de 1881 mort)
- Pietro Caprotti, P.I.M.E. † (28 de febrer de 1882 - 2 giugno 1897 mort)
- Pietro Andrea Viganò, P.I.M.E. † (25 d'octubre de 1897 - 11 de maig de 1909 renuncià[1])
- Dionigi Vismara, P.I.M.E. † (11 de maig de 1909 - 19 de febrer de 1948 renuncià[2])
  - Sede vacante (1948-1950)
- Alfonso Beretta, P.I.M.E. † (23 de desembre de 1950 - 8 de gener de 1953 nomenat bisbe de Warangal)
- Joseph Mark Gopu † (8 de gener de 1953 - 28 de febrer de 1971 mort)
- Saminini Arulappa † (6 de desembre de 1971 - 29 de gener de 2000 jubilat)
- Marampudi Joji † (29 de gener de 2000 - 27 d'agost de 2010 mort)
- Thumma Bala (12 de març de 2011 - 19 de novembre de 2020 jubilat)
- Anthony Poola, des del 19 de novembre de 2020

## Estadístiques
A finals del 2019, la diòcesi tenia 117.540 batejats sobre una població de 14.092.810 persones, equivalent al 0,8% del total.
| any  | població | població   | població | sacerdots | sacerdots       | sacerdots       | sacerdots             | diàques | religiosos | religiosos | parroquies |
| ---- | -------- | ---------- | -------- | --------- | --------------- | --------------- | --------------------- | ------- | ---------- | ---------- | ---------- |
| any  | batejats | total      | %        | total     | clergat secular | clergat regular | batejats por sacerdot | diàques | homes      | dones      |            |
| 1950 | 44.294   | 8.000.000  | 0,6      | 49        | 19              | 30              | 903                   |         | 9          | 286        | 30         |
| 1970 | 35.336   | 9.853.852  | 0,4      | 45        | 32              | 13              | 785                   |         | 40         | 372        | 19         |
| 1980 | 38.787   | 11.160.000 | 0,3      | 87        | 35              | 52              | 445                   |         | 93         | 490        | 36         |
| 1990 | 66.469   | 12.500.000 | 0,5      | 141       | 73              | 68              | 471                   |         | 123        | 671        | 42         |
| 1999 | 84.040   | 11.000.000 | 0,8      | 204       | 95              | 109             | 411                   |         | 161        | 612        | 69         |
| 2000 | 89.700   | 12.370.000 | 0,7      | 207       | 99              | 108             | 433                   |         | 170        | 900        | 72         |
| 2001 | 87.541   | 12.370.000 | 0,7      | 198       | 82              | 116             | 442                   |         | 167        | 792        | 72         |
| 2002 | 86.009   | 12.370.000 | 0,7      | 300       | 88              | 212             | 286                   |         | 261        | 912        | 72         |
| 2003 | 87.592   | 12.172.000 | 0,7      | 221       | 86              | 135             | 396                   |         | 191        | 821        | 77         |
| 2004 | 90.354   | 13.012.000 | 0,7      | 224       | 93              | 131             | 403                   |         | 183        | 807        | 77         |
| 2006 | 89.900   | 12.099.000 | 0,7      | 233       | 90              | 143             | 385                   |         | 186        | 769        | 72         |
| 2013 | 114.800  | 13.195.000 | 0,9      | 297       | 126             | 171             | 386                   |         | 258        | 1.034      | 94         |
| 2016 | 110.777  | 13.716.000 | 0,8      | 308       | 128             | 180             | 359                   |         | 264        | 1.008      | 95         |
| 2019 | 117.540  | 14.092.810 | 0,8      | 265       | 128             | 137             | 443                   |         | 191        | 990        | 100        |